# Sold
Der Sold ist die Bezahlung für bestimmte Dienste (Entgelt), vor allem für Soldaten und Söldner.

## Wortherkunft
Das deutsche Wort Sold leitet sich von solidus ab, einer Goldmünze, die ca. 309 von dem römischen Kaiser Konstantin dem Großen (306–337 n. Chr.) eingeführt wurde. Vom Wort Sold leiten sich auch die Wörter Söldner und Soldat ab. Eine andere frühere Bezeichnung für die Entlohnung der Soldaten ist Traktament oder Traktement.

## Geschichte
In der antiken Klassik Griechenlands beginnt die Soldzahlung unter Perikles, im antiken Rom zur Königszeit aus der Gemeindekasse – aus der Staatskasse erst seit 406 n. Chr. halbjährlich oder jährlich. Der bare Sold, das salarium (Salzration) eingerechnet, entsprach dem Lohn der ländlichen Arbeiter. 
Bei den Deutschen beginnt die Soldzahlung vereinzelt unter Karl dem Großen und war durch die Hanse im 13. Jahrhundert, in England um 1050, vollständig entwickelt.
Nach dem Verfall des Heerbannes, der Lehnsfolge und des Rittertums bildeten bis gegen Ende des 18. Jahrhunderts geworbene Söldner die Masse der Heere. Geregelte Soldzahlung begann erst mit dem Aufkommen der stehenden Heere. Bis zum Ersten Weltkrieg erhielten Mannschaften und Unteroffiziere eine dekadenweise im Voraus bar ausgezahlte  Löhnung (Löhnungsappell), Offiziere hingegen waren Empfänger eines monatlichen Gehalts. Die Zahlungshöhe und die Auszahlungstermine wurden im Soldbuch festgehalten.

## Deutschland
Wehrsold erhielten vormals in der Bundesrepublik Wehrpflichtige, die als Soldaten der Bundeswehr Grundwehrdienst oder als Kriegsdienstverweigerer Zivildienst leisteten und erhalten derzeit die freiwillig Wehrdienst Leistenden.
Als Ehrensold werden die Ruhebezüge des Bundespräsidenten und in einigen Ländern Leistungen an ehemalige ehrenamtliche kommunale Wahlbeamte bezeichnet.

## Schweiz
In der Schweiz haben sowohl Soldaten, Angehörige der Zivilschutzorganisation als auch Zivildienstleistende einen Anspruch auf Sold. Es handelt sich hier um ein steuerfreies, unpfändbares Taschengeld, welches den Soldaten bar ausbezahlt wird und den Zivildienstleistenden per Überweisung per Ende Monat. Je nach Soldstufe handelt es sich um einen Betrag zwischen 6 und 43.5 Franken pro Tag. Daneben besteht für diese drei Gruppen u. a. Anspruch auf Erwerbsersatz.
Seit Juli 2022 wird der Sold in der Armee ebenfalls per Überweisung ausbezahlt.